# Distretto di Héliopolis
Il distretto di Héliopolis è un distretto della provincia di Guelma, in Algeria.

## Comuni
Il distretto di Guelma comprende 3 comuni:
- Héliopolis
- El Fedjoudj
- Bouati Mahmoud